# Hyboella jiuwanshanensis
Hyboella jiuwanshanensis is een rechtvleugelig insect uit de familie doornsprinkhanen (Tetrigidae). De wetenschappelijke naam van deze soort is voor het eerst geldig gepubliceerd in 2009 door Deng, Zheng & Wei.